# Аргонавты (мультфильм)
«Аргонавты» — советский рисованный мультипликационный фильм, поставленный режиссёром Александрой Снежко-Блоцкой по мотивам древнегреческих мифов.

## Сюжет
Два греческих подростка-козопаса находят развалины корабля на берегу и рядом с ними длинноволосого старца с седой бородой, который рассказывает им историю этого судна.
Старый корабль звался «Арго», и он был построен искусным зодчим по имени Арг. На самом корабле была установлена деревянная голова олимпийской богини мудрости Афины Паллады. Величайшие герои Эллады во главе с самим Ясоном плавали на нём за Золотым Руном в Колхидское царство.
Вначале Ясон спас от коршуна голубя, которого послали сами боги на помощь героям. Затем на пути аргонавтам встретились движущиеся скалы Симплегады, расположенные у входа в Эвксинский Понт. Но голубь сумел пролететь между скалами, чем указал аргонавтам возможность попасть в Понт.
Вскоре герои подверглись нападению стимфалийских птиц — чудовищных птиц, которых в свое время Геракл прогнал из Аркадии, совершая очередной из двенадцати подвигов. Вскоре аргонавтам пришлось столкнуться с новой опасностью в виде поющих сладкоголосых сирен, однако знаменитый певец Орфей вовремя заглушил их голоса своей песней.
Дочь царя Колхиды Ээта, сына бога солнца Гелиоса — колдунья Медея, увидев Ясона, полюбила его и помогла выполнить все задания своего отца.
Поручения были такие:
1. Усмирить диких и огромных быков, дыхание которых состояло из огня, и вспахать на них посвященное богу войны Аресу поле.
2. Засеять поле драконьими зубами.
3. Перебить выросших из зубов дракона воинов, посеяв среди них кровавую усобицу, для чего нужно было бросить в их ряды камень-валун.

Выполнив поручения, Ясон получил разрешение забрать руно. Медея снова помогла ему, усыпив дракона-стража, и попросила Ясона забрать её с собой. Однако царь Колхиды пускается со своим флотом в погоню за аргонавтами и непокорной дочерью. Медея вынуждена обратиться за помощью к могущественному богу моря Посейдону, однако вызванная им буря переносит корабль в пески Ливии, которые аргонавты преодолевают, неся корабль на своих плечах. Герои возвращаются домой.
Выслушав рассказ старца (который и был Ясоном), мальчики спросили, что было потом, и состарившийся герой ответил: «Для Ясона не было потом».
Подростки сказали, что тоже хотят стать моряками, и Ясон, поднявшись на нос «Арго», взывает к Палладе, но корабль рушится под ним.
Ясон погибает.

## Создатели
- Автор сценария: Алексей Симуков
- Режиссёр: Александра Снежко-Блоцкая
- Художник-постановщик: Александр Трусов
- Композитор: Виталий Гевиксман
- Оператор: Борис Котов
- Звукооператор: Борис Фильчиков
- Художники-мультипликаторы: Николай Фёдоров, Юрий Бутырин, Владимир Зарубин, Светлана Сичкарь, Виктор Шевков, Леонид Каюков, Елизавета Комова
- Роли озвучивали:
  - Алексей Консовский — Орфей
  - Татьяна Ленникова — Медея / голова Афины
  - Владимир Сошальский — Ясон
  - Агарь Власова — старший мальчик-козопас
  - Тамара Дмитриева — младший мальчик-козопас
  - Лев Золотухин — Иит
  - Михаил Кононов — колхидский воин (в титрах не указан)
- Редактор: Аркадий Снесарев
- Монтажёр: Марина Трусова
- Директор картины: Любовь Бутырина

## Отзывы
Говоря о цикле фильмов по мифам древней Греции, в который вошёл мультфильм «Аргонавты», киновед Сергей Капков назвал режиссёра Александру Снежко-Блоцкую первооткрывателем жанра.